# Tuscola, Illinois
Tuscola är administrativ huvudort i Douglas County i Illinois. Orten hade 4 480 invånare enligt 2010 års folkräkning.

## Kända personer från Tuscola
- Fred E. Busbey, politiker